# Амезит
Амезит — мінерал, гідроксил алюмосилікат заліза і магнію. Септохлорит з групи каолініту-серпентину.

## Загальний опис
Хімічна формула:(Mg4Al2)(Si2Al2)O10 (OH)8.
Виявлений у Честері (шт. Массачусетс, США), де асоціює з корундом, а також в марганцевих рудах ПАР (Глаусестере), в хромітових рудах на Північному Уралі (Росія) і в горах Пенсакола в Антарктиді.